# والیبال قهرمانی مردان جهان ۱۹۹۸
والیبال قهرمانی مردان جهان ۱۹۹۸ چهاردهمین دوره از رقابت‌های قهرمانی جهان می‌باشد که از ۱۳ تا ۲۹ نوامبر ۱۹۹۸ میزبانی ژاپن برگزار گردید.

## میزبان
تورنمنت به میزبانی ۱۱ شهر ژاپن برگزار شد.
- کوبه
- ساپورو
- کاواساکی کاناگاوا
- اوئوزو تویاما
- سندای
- هیروشیما
- اوساکا
- چیپا
- هاماماتسو
- توکیو
- فوکوئوکا

## تیم‌ها
تیم‌های ملی راه‌یافته به این دوره در زیر آمده‌اند:
| گروه A                           | گروه B                                          | گروه C                    | گروه D                           | گروه E                              | گروه F                              |
| -------------------------------- | ----------------------------------------------- | ------------------------- | -------------------------------- | ----------------------------------- | ----------------------------------- |
| ژاپن · کرهٔ جنوبی · اسپانیا · مصر | ایتالیا · ایالات متحده آمریکا · کانادا · تایلند | هلند · چین · چک · اوکراین | کوبا · آرژانتین · لهستان · ایران | برزیل · بلغارستان · یونان · الجزایر | روسیه · یوگسلاوی · استرالیا · ترکیه |

## سالن‌ها
- مرکز همایش‌های فوکوکا (فوکوئوکا) – گروه A
- کوبه گرین آرنا (کوبه) – گروه B
- کامی سندای آرنا (سندای) – گروه C
- ماکومانای آیس آرنا (ساپورو) – گروه D
- کاوازاکی تودوروکی آرنا (کاواساکی، کاناگاوا) – گروه E
- توکیو دم (اوئوزو، تویاما) – گروه F
- سالن سبز هیروشیما (هیروشیما) – گروه G
- گنبد نامیهایا (اوساکا) – گروه G
- ماکوهاری مسه (چیبا) – گروه H
- هاماماتسو آرنا (هاماماتسو) – گروه H
- ورزشگاه ملی یویوگی (توکیو) – دور نهایی

## دور مقدماتی

### گروه A
|      |           |          | مسابقات | مسابقات | ست‌ها | ست‌ها | ست‌ها  | امتیازها | امتیازها | امتیازها |
| رتبه | تیم       | امتیازها | برد     | باخت    | برد  | باخت | نسبت  | برد      | باخت     | نسبت     |
| ---- | --------- | -------- | ------- | ------- | ---- | ---- | ----- | -------- | -------- | -------- |
| ۱    | اسپانیا   | ۶        | ۳       | ۰       | ۹    | ۴    | ۲٫۲۵۰ | ۱۷۹      | ۱۵۰      | ۱٫۱۹۳    |
| ۲    | ژاپن      | ۵        | ۲       | ۱       | ۶    | ۳    | ۲٫۰۰۰ | ۱۲۳      | ۹۷       | ۱٫۲۶۸    |
| ۳    | کرهٔ جنوبی | ۴        | ۱       | ۲       | ۵    | ۶    | ۰٫۸۳۳ | ۱۳۰      | ۱۳۴      | ۰٫۹۷۰    |
| ۴    | مصر       | ۳        | ۰       | ۳       | ۲    | ۹    | ۰٫۲۲۲ | ۱۰۷      | ۱۵۸      | ۰٫۶۷۷    |

| تاریخ     |           | نتیجه |           | ست ۱  | ست ۲  | ست ۳  | ست ۴  | ست ۵  | مجموع |
| --------- | --------- | ----- | --------- | ----- | ----- | ----- | ----- | ----- | ----- |
| ۱۳ نوامبر | کرهٔ جنوبی | ۳–۰   | مصر       | ۱۵–۱۰ | ۱۵–۷  | ۱۵–۶  |       |       | ۴۵–۲۳ |
| ۱۳ نوامبر | اسپانیا   | ۳–۰   | ژاپن      | ۱۵–۱۱ | ۱۵–۹  | ۱۵–۱۳ |       |       | ۴۵–۳۳ |
| ۱۴ نوامبر | کرهٔ جنوبی | ۲–۳   | اسپانیا   | ۱۵–۷  | ۶–۱۵  | ۱۵–۱۳ | ۱۳–۱۵ | ۱۴–۱۶ | ۶۳–۶۶ |
| ۱۴ نوامبر | مصر       | ۰–۳   | ژاپن      | ۹–۱۵  | ۱۲–۱۵ | ۹–۱۵  |       |       | ۳۰–۴۵ |
| ۱۵ نوامبر | اسپانیا   | ۳–۲   | مصر       | ۹–۱۵  | ۱۳–۱۵ | ۱۵–۹  | ۱۵–۱  | ۱۶–۱۴ | ۶۸–۵۴ |
| ۱۵ نوامبر | ژاپن      | ۳–۰   | کرهٔ جنوبی | ۱۵–۸  | ۱۵–۱۲ | ۱۵–۲  |       |       | ۴۵–۲۲ |

### گروه B
|      |                     |          | مسابقات | مسابقات | ست‌ها | ست‌ها | ست‌ها  | امتیازها | امتیازها | امتیازها |
| رتبه | تیم                 | امتیازها | برد     | باخت    | برد  | باخت | نسبت  | برد      | باخت     | نسبت     |
| ---- | ------------------- | -------- | ------- | ------- | ---- | ---- | ----- | -------- | -------- | -------- |
| ۱    | ایتالیا             | ۶        | ۳       | ۰       | ۹    | ۱    | ۹٫۰۰۰ | ۱۴۷      | ۶۳       | ۲٫۳۳۳    |
| ۲    | ایالات متحده آمریکا | ۵        | ۲       | ۱       | ۷    | ۴    | ۱٫۷۵۰ | ۱۳۰      | ۱۲۱      | ۱٫۰۷۴    |
| ۳    | کانادا              | ۴        | ۱       | ۲       | ۴    | ۶    | ۰٫۶۶۷ | ۱۲۱      | ۱۰۸      | ۱٫۱۲۰    |
| ۴    | تایلند              | ۳        | ۰       | ۳       | ۰    | ۹    | ۰٫۰۰۰ | ۲۹       | ۱۳۵      | ۰٫۲۱۵    |

| تاریخ     |                     | نتیجه |                     | ست ۱  | ست ۲  | ست ۳  | ست ۴  | ست ۵ | مجموع |
| --------- | ------------------- | ----- | ------------------- | ----- | ----- | ----- | ----- | ---- | ----- |
| ۱۳ نوامبر | کانادا              | ۰–۳   | ایتالیا             | ۱۰–۱۵ | ۱۳–۱۵ | ۲–۱۵  |       |      | ۲۵–۴۵ |
| ۱۳ نوامبر | ایالات متحده آمریکا | ۳–۰   | تایلند              | ۱۵–۳  | ۱۵–۹  | ۱۵–۱  |       |      | ۴۵–۱۳ |
| ۱۴ نوامبر | تایلند              | ۰–۳   | ایتالیا             | ۰–۱۵  | ۲–۱۵  | ۳–۱۵  |       |      | ۵–۴۵  |
| ۱۴ نوامبر | ایالات متحده آمریکا | ۳–۱   | کانادا              | ۶–۱۵  | ۱۵–۹  | ۱۶–۱۴ | ۱۵–۱۳ |      | ۵۲–۵۱ |
| ۱۵ نوامبر | کانادا              | ۳–۰   | تایلند              | ۱۵–۳  | ۱۵–۷  | ۱۵–۱  |       |      | ۴۵–۱۱ |
| ۱۵ نوامبر | ایتالیا             | ۳–۱   | ایالات متحده آمریکا | ۱۵–۴  | ۱۵–۷  | ۱۲–۱۵ | ۱۵–۷  |      | ۵۷–۳۳ |

### گروه C
|      |         |          | مسابقات | مسابقات | ست‌ها | ست‌ها | ست‌ها  | امتیازها | امتیازها | امتیازها |
| رتبه | تیم     | امتیازها | برد     | باخت    | برد  | باخت | نسبت  | برد      | باخت     | نسبت     |
| ---- | ------- | -------- | ------- | ------- | ---- | ---- | ----- | -------- | -------- | -------- |
| ۱    | هلند    | ۶        | ۳       | ۰       | ۹    | ۲    | ۴٫۵۰۰ | ۱۵۷      | ۱۰۸      | ۱٫۴۵۴    |
| ۲    | چین     | ۵        | ۲       | ۱       | ۷    | ۴    | ۱٫۷۵۰ | ۱۴۶      | ۱۳۱      | ۱٫۱۱۵    |
| ۳    | اوکراین | ۴        | ۱       | ۲       | ۴    | ۶    | ۰٫۶۶۷ | ۱۱۹      | ۱۲۱      | ۰٫۹۸۳    |
| ۴    | چک      | ۳        | ۰       | ۳       | ۱    | ۹    | ۰٫۱۱۱ | ۸۶       | ۱۴۸      | ۰٫۵۸۱    |

| تاریخ     |         | نتیجه |         | ست ۱  | ست ۲  | ست ۳  | ست ۴ | ست ۵ | مجموع |
| --------- | ------- | ----- | ------- | ----- | ----- | ----- | ---- | ---- | ----- |
| ۱۳ نوامبر | چین     | ۳–۱   | اوکراین | ۱۴–۱۶ | ۱۵–۱۳ | ۱۵–۱۲ | ۱۵–۸ |      | ۵۹–۴۹ |
| ۱۳ نوامبر | چک      | ۱–۳   | هلند    | ۹–۱۵  | ۱۵–۱۳ | ۱۳–۱۵ | ۴–۱۵ |      | ۴۱–۵۸ |
| ۱۴ نوامبر | اوکراین | ۰–۳   | هلند    | ۸–۱۵  | ۱۰–۱۵ | ۷–۱۵  |      |      | ۲۵–۴۵ |
| ۱۴ نوامبر | چین     | ۳–۰   | چک      | ۱۵–۹  | ۱۵–۹  | ۱۵–۱۰ |      |      | ۴۵–۲۸ |
| ۱۵ نوامبر | چک      | ۰–۳   | اوکراین | ۵–۱۵  | ۶–۱۵  | ۶–۱۵  |      |      | ۱۷–۴۵ |
| ۱۵ نوامبر | هلند    | ۳–۱   | چین     | ۹–۱۵  | ۱۵–۱۱ | ۱۵–۷  | ۱۵–۹ |      | ۵۴–۴۲ |

### گروه D
|      |          |          | مسابقات | مسابقات | ست‌ها | ست‌ها | ست‌ها  | امتیازها | امتیازها | امتیازها |
| رتبه | تیم      | امتیازها | برد     | باخت    | برد  | باخت | نسبت  | برد      | باخت     | نسبت     |
| ---- | -------- | -------- | ------- | ------- | ---- | ---- | ----- | -------- | -------- | -------- |
| ۱    | کوبا     | ۶        | ۳       | ۰       | ۹    | ۰    | MAX   | ۱۳۵      | ۶۸       | ۱٫۹۸۵    |
| ۲    | آرژانتین | ۵        | ۲       | ۱       | ۶    | ۴    | ۱٫۵۰۰ | ۱۲۸      | ۱۰۰      | ۱٫۲۸۰    |
| ۳    | لهستان   | ۴        | ۱       | ۲       | ۴    | ۶    | ۰٫۶۶۷ | ۱۱۱      | ۱۱۹      | ۰٫۹۳۳    |
| ۴    | ایران    | ۳        | ۰       | ۳       | ۰    | ۹    | ۰٫۰۰۰ | ۴۸       | ۱۳۵      | ۰٫۳۵۶    |

| تاریخ     |          | نتیجه |          | ست ۱  | ست ۲ | ست ۳  | ست ۴ | ست ۵ | مجموع |
| --------- | -------- | ----- | -------- | ----- | ---- | ----- | ---- | ---- | ----- |
| ۱۳ نوامبر | آرژانتین | ۳–۰   | ایران    | ۱۵–۹  | ۱۵–۳ | ۱۵–۷  |      |      | ۴۵–۱۹ |
| ۱۳ نوامبر | لهستان   | ۰–۳   | کوبا     | ۱۰–۱۵ | ۹–۱۵ | ۱۱–۱۵ |      |      | ۳۰–۴۵ |
| ۱۴ نوامبر | ایران    | ۰–۳   | کوبا     | ۲–۱۵  | ۵–۱۵ | ۷–۱۵  |      |      | ۱۴–۴۵ |
| ۱۴ نوامبر | آرژانتین | ۳–۱   | لهستان   | ۱۴–۱۶ | ۱۵–۵ | ۱۵–۷  | ۱۵–۸ |      | ۵۹–۳۶ |
| ۱۵ نوامبر | لهستان   | ۳–۰   | ایران    | ۱۵–۵  | ۱۵–۲ | ۱۵–۸  |      |      | ۴۵–۱۵ |
| ۱۵ نوامبر | کوبا     | ۳–۰   | آرژانتین | ۱۵–۷  | ۱۵–۸ | ۱۵–۹  |      |      | ۴۵–۲۴ |

### گروه E
|      |           |          | مسابقات | مسابقات | ست‌ها | ست‌ها | ست‌ها  | امتیازها | امتیازها | امتیازها |
| رتبه | تیم       | امتیازها | برد     | باخت    | برد  | باخت | نسبت  | برد      | باخت     | نسبت     |
| ---- | --------- | -------- | ------- | ------- | ---- | ---- | ----- | -------- | -------- | -------- |
| ۱    | برزیل     | ۶        | ۳       | ۰       | ۹    | ۰    | MAX   | ۱۳۵      | ۵۹       | ۲٫۲۸۸    |
| ۲    | بلغارستان | ۵        | ۲       | ۱       | ۶    | ۵    | ۱٫۲۰۰ | ۱۳۰      | ۱۴۰      | ۰٫۹۲۹    |
| ۳    | یونان     | ۴        | ۱       | ۲       | ۵    | ۷    | ۰٫۷۱۴ | ۱۴۷      | ۱۵۹      | ۰٫۹۲۵    |
| ۴    | الجزایر   | ۳        | ۰       | ۳       | ۱    | ۹    | ۰٫۱۱۱ | ۹۴       | ۱۴۸      | ۰٫۶۳۵    |

| تاریخ     |           | نتیجه |           | ست ۱  | ست ۲  | ست ۳  | ست ۴  | ست ۵ | مجموع |
| --------- | --------- | ----- | --------- | ----- | ----- | ----- | ----- | ---- | ----- |
| ۱۳ نوامبر | بلغارستان | ۳–۰   | الجزایر   | ۱۵–۶  | ۱۵–۱۲ | ۱۵–۱۳ |       |      | ۴۵–۳۱ |
| ۱۳ نوامبر | یونان     | ۰–۳   | برزیل     | ۶–۱۵  | ۱۳–۱۵ | ۶–۱۵  |       |      | ۲۵–۴۵ |
| ۱۴ نوامبر | الجزایر   | ۰–۳   | برزیل     | ۲–۱۵  | ۸–۱۵  | ۶–۱۵  |       |      | ۱۶–۴۵ |
| ۱۴ نوامبر | بلغارستان | ۳–۲   | یونان     | ۱۵–۱۱ | ۱۰–۱۵ | ۱۶–۱۴ | ۱۱–۱۵ | ۱۵–۹ | ۶۷–۶۴ |
| ۱۵ نوامبر | یونان     | ۳–۱   | الجزایر   | ۱۵–۹  | ۱۵–۱۱ | ۱۳–۱۵ | ۱۵–۱۲ |      | ۵۸–۴۷ |
| ۱۵ نوامبر | برزیل     | ۳–۰   | بلغارستان | ۱۵–۴  | ۱۵–۸  | ۱۵–۶  |       |      | ۴۵–۱۸ |

### گروه F
|      |          |          | مسابقات | مسابقات | ست‌ها | ست‌ها | ست‌ها  | امتیازها | امتیازها | امتیازها |
| رتبه | تیم      | امتیازها | برد     | باخت    | برد  | باخت | نسبت  | برد      | باخت     | نسبت     |
| ---- | -------- | -------- | ------- | ------- | ---- | ---- | ----- | -------- | -------- | -------- |
| ۱    | یوگسلاوی | ۶        | ۳       | ۰       | ۹    | ۲    | ۴٫۵۰۰ | ۱۶۵      | ۱۰۳      | ۱٫۶۰۲    |
| ۲    | روسیه    | ۵        | ۲       | ۱       | ۸    | ۳    | ۲٫۶۶۷ | ۱۵۴      | ۱۱۳      | ۱٫۳۶۳    |
| ۳    | استرالیا | ۴        | ۱       | ۲       | ۳    | ۸    | ۰٫۳۷۵ | ۱۰۶      | ۱۵۲      | ۰٫۶۹۷    |
| ۴    | ترکیه    | ۳        | ۰       | ۳       | ۲    | ۹    | ۰٫۲۲۲ | ۹۶       | ۱۵۳      | ۰٫۶۲۷    |

| تاریخ     |          | نتیجه |          | ست ۱  | ست ۲  | ست ۳ | ست ۴  | ست ۵  | مجموع |
| --------- | -------- | ----- | -------- | ----- | ----- | ---- | ----- | ----- | ----- |
| ۱۳ نوامبر | یوگسلاوی | ۳–۰   | استرالیا | ۱۶–۱۴ | ۱۵–۵  | ۱۵–۴ |       |       | ۴۶–۲۳ |
| ۱۳ نوامبر | ترکیه    | ۰–۳   | روسیه    | ۶–۱۵  | ۷–۱۵  | ۶–۱۵ |       |       | ۱۹–۴۵ |
| ۱۴ نوامبر | استرالیا | ۰–۳   | روسیه    | ۴–۱۵  | ۷–۱۵  | ۹–۱۵ |       |       | ۲۰–۴۵ |
| ۱۴ نوامبر | یوگسلاوی | ۳–۰   | ترکیه    | ۱۵–۷  | ۱۵–۳  | ۱۵–۶ |       |       | ۴۵–۱۶ |
| ۱۵ نوامبر | ترکیه    | ۲–۳   | استرالیا | ۸–۱۵  | ۱۵–۹  | ۱۵–۹ | ۱۳–۱۵ | ۱۰–۱۵ | ۶۱–۶۳ |
| ۱۵ نوامبر | روسیه    | ۲–۳   | یوگسلاوی | ۱۶–۱۴ | ۱۶–۱۴ | ۶–۱۵ | ۱۲–۱۵ | ۱۴–۱۶ | ۶۴–۷۴ |

## دور دوم

### گروه G
|      |           |          | مسابقات | مسابقات | ست‌ها | ست‌ها | ست‌ها  | امتیازها | امتیازها | امتیازها |
| رتبه | تیم       | امتیازها | برد     | باخت    | برد  | باخت | نسبت  | برد      | باخت     | نسبت     |
| ---- | --------- | -------- | ------- | ------- | ---- | ---- | ----- | -------- | -------- | -------- |
| ۱    | برزیل     | ۱۴       | ۷       | ۰       | ۲۱   | ۳    | ۷٫۰۰۰ | ۳۵۱      | ۲۱۰      | ۱٫۶۷۱    |
| ۲    | کوبا      | ۱۳       | ۶       | ۱       | ۱۸   | ۸    | ۲٫۲۵۰ | ۳۴۸      | ۲۸۹      | ۱٫۲۰۴    |
| ۳    | اسپانیا   | ۱۱       | ۴       | ۳       | ۱۷   | ۱۲   | ۱٫۴۱۷ | ۳۶۷      | ۳۴۴      | ۱٫۰۶۷    |
| ۴    | بلغارستان | ۱۱       | ۴       | ۳       | ۱۴   | ۱۴   | ۱٫۰۰۰ | ۳۶۱      | ۳۶۵      | ۰٫۹۸۹    |
| ۵    | کانادا    | ۱۰       | ۳       | ۴       | ۱۱   | ۱۶   | ۰٫۶۸۸ | ۲۹۱      | ۳۶۲      | ۰٫۸۰۴    |
| ۶    | آرژانتین  | ۹        | ۲       | ۵       | ۱۱   | ۱۶   | ۰٫۶۸۸ | ۳۲۰      | ۳۳۴      | ۰٫۹۵۸    |
| ۷    | کرهٔ جنوبی | ۹        | ۲       | ۵       | ۷    | ۱۸   | ۰٫۳۸۹ | ۲۶۶      | ۳۴۰      | ۰٫۷۸۲    |
| ۸    | ژاپن      | ۷        | ۰       | ۷       | ۹    | ۲۱   | ۰٫۴۲۹ | ۳۵۸      | ۴۱۸      | ۰٫۸۵۶    |

| تاریخ     |           | نتیجه |           | ست ۱  | ست ۲  | ست ۳  | ست ۴  | ست ۵  | مجموع |
| --------- | --------- | ----- | --------- | ----- | ----- | ----- | ----- | ----- | ----- |
| ۱۸ نوامبر | اسپانیا   | ۳–۰   | کرهٔ جنوبی | ۱۵–۷  | ۱۵–۶  | ۱۵–۱۱ |       |       | ۴۵–۲۴ |
| ۱۸ نوامبر | کانادا    | ۰–۳   | برزیل     | ۶–۱۵  | ۹–۱۵  | ۳–۱۵  |       |       | ۱۸–۴۵ |
| ۱۸ نوامبر | بلغارستان | ۱–۳   | کوبا      | ۱۲–۱۵ | ۱۶–۱۷ | ۱۵–۱۳ | ۴–۱۵  |       | ۴۷–۶۰ |
| ۱۸ نوامبر | ژاپن      | ۱–۳   | آرژانتین  | ۱۲–۱۵ | ۱۲–۱۵ | ۱۵–۱۲ | ۱۰–۱۵ |       | ۴۹–۵۷ |
| ۱۹ نوامبر | کوبا      | ۳–۱   | کانادا    | ۱۵–۱۰ | ۱۰–۱۵ | ۱۵–۱۲ | ۱۵–۵  |       | ۵۵–۴۲ |
| ۱۹ نوامبر | آرژانتین  | ۲–۳   | بلغارستان | ۸–۱۵  | ۱۷–۱۶ | ۷–۱۵  | ۱۵–۱۰ | ۹–۱۵  | ۵۶–۷۱ |
| ۱۹ نوامبر | کرهٔ جنوبی | ۰–۳   | برزیل     | ۱۳–۱۵ | ۵–۱۵  | ۹–۱۵  |       |       | ۲۷–۴۵ |
| ۱۹ نوامبر | اسپانیا   | ۳–۲   | ژاپن      | ۱۵–۵  | ۱۳–۱۵ | ۱۵–۸  | ۱۱–۱۵ | ۱۵–۱۲ | ۶۹–۵۵ |
| ۲۱ نوامبر | بلغارستان | ۰–۳   | اسپانیا   | ۱۵–۱۷ | ۴–۱۵  | ۱۱–۱۵ |       |       | ۳۰–۴۷ |
| ۲۱ نوامبر | کانادا    | ۳–۱   | آرژانتین  | ۱۵−۱۱ | ۱۰−۱۵ | ۱۵−۴  | ۱۵−۶  |       | ۵۵–۳۶ |
| ۲۱ نوامبر | کرهٔ جنوبی | ۰–۳   | کوبا      | ۱۳–۱۵ | ۶–۱۵  | ۷–۱۵  |       |       | ۲۶–۴۵ |
| ۲۱ نوامبر | ژاپن      | ۰–۳   | برزیل     | ۱۱–۱۵ | ۹–۱۵  | ۱۳–۱۵ |       |       | ۳۳–۴۵ |
| ۲۲ نوامبر | آرژانتین  | ۳–۰   | کرهٔ جنوبی | ۱۵–۱۳ | ۱۵–۱۰ | ۱۵–۵  |       |       | ۴۵–۲۸ |
| ۲۲ نوامبر | اسپانیا   | ۲–۳   | کانادا    | ۱۵–۱۱ | ۹–۱۵  | ۱۵–۱۲ | ۱۴–۱۶ | ۱۶–۱۸ | ۶۹–۷۲ |
| ۲۲ نوامبر | برزیل     | ۳–۱   | بلغارستان | ۱۶–۱۷ | ۱۵–۷  | ۱۵–۵  | ۱۵–۱۲ |       | ۶۱–۴۱ |
| ۲۲ نوامبر | کوبا      | ۳–۱   | ژاپن      | ۱۵–۹  | ۱۲–۱۵ | ۱۵–۱۰ | ۱۷–۱۶ |       | ۵۹–۵۰ |
| ۲۴ نوامبر | اسپانیا   | ۳–۱   | آرژانتین  | ۶–۱۵  | ۱۵–۶  | ۱۷–۱۵ | ۱۵–۵  |       | ۵۳–۴۱ |
| ۲۴ نوامبر | کوبا      | ۰–۳   | برزیل     | ۱۱–۱۵ | ۷–۱۵  | ۲–۱۵  |       |       | ۲۰–۴۵ |
| ۲۴ نوامبر | کانادا    | ۰–۳   | بلغارستان | ۶–۱۵  | ۹–۱۵  | ۱۲–۱۵ |       |       | ۲۷–۴۵ |
| ۲۴ نوامبر | کرهٔ جنوبی | ۳–۲   | ژاپن      | ۱۵–۱۳ | ۱۵–۸  | ۸–۱۵  | ۹–۱۵  | ۱۵–۱۲ | ۶۲–۶۳ |
| ۲۵ نوامبر | اسپانیا   | ۲–۳   | کوبا      | ۱۵–۱۲ | ۴–۱۵  | ۵–۱۵  | ۱۵–۷  | ۱۲–۱۵ | ۵۱–۶۴ |
| ۲۵ نوامبر | برزیل     | ۳–۱   | آرژانتین  | ۱۵–۱۱ | ۷–۱۵  | ۱۵–۲  | ۱۵–۱۰ |       | ۵۲–۳۸ |
| ۲۵ نوامبر | بلغارستان | ۳–۱   | کرهٔ جنوبی | ۱۱–۱۵ | ۱۵–۱۰ | ۱۵–۸  | ۱۶–۱۴ |       | ۵۷–۴۷ |
| ۲۵ نوامبر | ژاپن      | ۱–۳   | کانادا    | ۱۵–۱۱ | ۸–۱۵  | ۹–۱۵  | ۹–۱۵  |       | ۴۱–۵۶ |
| ۲۶ نوامبر | کوبا      | ۳–۰   | آرژانتین  | ۱۵–۱۲ | ۱۵–۴  | ۱۵–۱۲ |       |       | ۴۵–۲۸ |
| ۲۶ نوامبر | اسپانیا   | ۱–۳   | برزیل     | ۴–۱۵  | ۱۵–۱۳ | ۵–۱۵  | ۹–۱۵  |       | ۳۳–۵۸ |
| ۲۶ نوامبر | کرهٔ جنوبی | ۳–۱   | کانادا    | ۷–۱۵  | ۱۵–۹  | ۱۵–۱۱ | ۱۵–۵  |       | ۵۲–۴۰ |
| ۲۶ نوامبر | ژاپن      | ۲–۳   | بلغارستان | ۱۵–۱۰ | ۱۵–۱۷ | ۱۲–۱۵ | ۱۵–۱۳ | ۱۰–۱۵ | ۶۷–۷۰ |

### گروه H
|      |                     |          | مسابقات | مسابقات | ست‌ها | ست‌ها | ست‌ها  | امتیازها | امتیازها | امتیازها |
| رتبه | تیم                 | امتیازها | برد     | باخت    | برد  | باخت | نسبت  | برد      | باخت     | نسبت     |
| ---- | ------------------- | -------- | ------- | ------- | ---- | ---- | ----- | -------- | -------- | -------- |
| ۱    | یوگسلاوی            | ۱۳       | ۶       | ۱       | ۱۹   | ۴    | ۴٫۷۵۰ | ۳۲۳      | ۲۰۱      | ۱٫۶۰۷    |
| ۲    | ایتالیا             | ۱۳       | ۶       | ۱       | ۱۸   | ۴    | ۴٫۵۰۰ | ۳۱۹      | ۱۶۵      | ۱٫۹۳۳    |
| ۳    | روسیه               | ۱۳       | ۶       | ۱       | ۱۹   | ۸    | ۲٫۳۷۵ | ۳۶۵      | ۲۹۹      | ۱٫۲۲۱    |
| ۴    | هلند                | ۱۱       | ۴       | ۳       | ۱۲   | ۱۰   | ۱٫۲۰۰ | ۲۶۰      | ۲۴۳      | ۱٫۰۷۰    |
| ۵    | ایالات متحده آمریکا | ۹        | ۲       | ۵       | ۱۰   | ۱۵   | ۰٫۶۶۷ | ۲۸۲      | ۳۱۴      | ۰٫۸۹۸    |
| ۶    | اوکراین             | ۹        | ۲       | ۵       | ۸    | ۱۸   | ۰٫۴۴۴ | ۲۷۹      | ۳۳۸      | ۰٫۸۲۵    |
| ۷    | یونان               | ۸        | ۱       | ۶       | ۶    | ۱۹   | ۰٫۳۱۶ | ۲۱۴      | ۳۵۱      | ۰٫۶۱۰    |
| ۸    | چین                 | ۸        | ۱       | ۶       | ۵    | ۱۹   | ۰٫۲۶۳ | ۲۱۸      | ۳۴۹      | ۰٫۶۲۵    |

| تاریخ     |                     | نتیجه |                     | ست ۱  | ست ۲  | ست ۳  | ست ۴  | ست ۵ | مجموع |
| --------- | ------------------- | ----- | ------------------- | ----- | ----- | ----- | ----- | ---- | ----- |
| ۱۸ نوامبر | ایالات متحده آمریکا | ۲–۳   | روسیه               | ۱۵–۱۳ | ۱۳–۱۵ | ۱۵–۱۲ | ۷–۱۵  | ۷–۱۵ | ۵۷–۷۰ |
| ۱۸ نوامبر | یونان               | ۰–۳   | هلند                | ۲–۱۵  | ۸–۱۵  | ۴–۱۵  |       |      | ۱۴–۴۵ |
| ۱۸ نوامبر | چین                 | ۰–۳   | یوگسلاوی            | ۴–۱۵  | ۵–۱۵  | ۴–۱۵  |       |      | ۱۳–۴۵ |
| ۱۸ نوامبر | اوکراین             | ۰–۳   | ایتالیا             | ۷–۱۵  | ۱۲–۱۵ | ۳–۱۵  |       |      | ۲۲–۴۵ |
| ۱۹ نوامبر | یوگسلاوی            | ۳–۱   | یونان               | ۱۱–۱۵ | ۱۵–۳  | ۱۵–۹  | ۱۵–۵  |      | ۵۶–۳۲ |
| ۱۹ نوامبر | روسیه               | ۳–۱   | چین                 | ۱۵–۸  | ۱۶–۱۷ | ۱۷–۱۶ | ۱۵–۹  |      | ۶۳–۵۰ |
| ۱۹ نوامبر | هلند                | ۳–۱   | اوکراین             | ۱۴–۱۶ | ۱۵–۱۱ | ۱۵–۸  | ۱۶–۱۴ |      | ۶۰–۴۹ |
| ۱۹ نوامبر | ایتالیا             | ۳–۰   | ایالات متحده آمریکا | ۱۵–۶  | ۱۵–۲  | ۱۵–۱۲ |       |      | ۴۵–۲۰ |
| ۲۱ نوامبر | یونان               | ۱–۳   | روسیه               | ۱۵–۱۲ | ۶–۱۵  | ۱۱–۱۵ | ۶–۱۵  |      | ۳۸–۵۷ |
| ۲۱ نوامبر | اوکراین             | ۰–۳   | یوگسلاوی            | ۹–۱۵  | ۱۰–۱۵ | ۱–۱۵  |       |      | ۲۰–۴۵ |
| ۲۱ نوامبر | ایالات متحده آمریکا | ۰–۳   | هلند                | ۱۲–۱۵ | ۶–۱۵  | ۱۱–۱۵ |       |      | ۲۹–۴۵ |
| ۲۱ نوامبر | چین                 | ۰–۳   | ایتالیا             | ۵–۱۵  | ۴–۱۵  | ۵–۱۵  |       |      | ۱۴–۴۵ |
| ۲۲ نوامبر | یوگسلاوی            | ۳–۰   | ایالات متحده آمریکا | ۱۵–۶  | ۱۵–۱۰ | ۱۵–۸  |       |      | ۴۵–۲۴ |
| ۲۲ نوامبر | روسیه               | ۳–۰   | اوکراین             | ۱۷–۱۵ | ۱۵–۶  | ۱۵–۶  |       |      | ۴۷–۲۷ |
| ۲۲ نوامبر | ایتالیا             | ۳–۰   | یونان               | ۱۵–۵  | ۱۵–۱۳ | ۱۵–۱  |       |      | ۴۵–۱۹ |
| ۲۲ نوامبر | هلند                | ۳–۰   | چین                 | ۱۵–۵  | ۱۵–۳  | ۱۵–۸  |       |      | ۴۵–۱۶ |
| ۲۴ نوامبر | یوگسلاوی            | ۳–۰   | هلند                | ۱۵–۹  | ۱۵–۴  | ۱۵–۱۳ |       |      | ۴۵–۲۶ |
| ۲۴ نوامبر | یونان               | ۳–۱   | چین                 | ۱۲–۱۵ | ۱۵–۱۱ | ۱۵–۸  | ۱۵–۱۲ |      | ۵۷–۴۶ |
| ۲۴ نوامبر | اوکراین             | ۳–۲   | ایالات متحده آمریکا | ۱۵–۱۲ | ۴–۱۵  | ۱۵–۱۲ | ۶–۱۵  | ۱۵–۸ | ۵۵–۶۲ |
| ۲۴ نوامبر | ایتالیا             | ۳–۱   | روسیه               | ۱۵–۳  | ۱۵–۸  | ۱۱–۱۵ | ۱۵–۹  |      | ۵۶–۳۵ |
| ۲۵ نوامبر | ایالات متحده آمریکا | ۳–۰   | یونان               | ۱۵–۹  | ۱۵–۱۱ | ۱۵–۱۱ |       |      | ۴۵–۳۱ |
| ۲۵ نوامبر | چین                 | ۳–۱   | اوکراین             | ۱۵–۱۰ | ۱۰–۱۵ | ۱۵–۱۰ | ۱۶–۱۴ |      | ۵۶–۴۹ |
| ۲۵ نوامبر | ایتالیا             | ۰–۳   | یوگسلاوی            | ۱۲–۱۵ | ۱۳–۱۵ | ۱۳–۱۵ |       |      | ۳۸–۴۵ |
| ۲۵ نوامبر | هلند                | ۰–۳   | روسیه               | ۶–۱۵  | ۱۲–۱۵ | ۱۱–۱۵ |       |      | ۲۹–۴۵ |
| ۲۶ نوامبر | ایالات متحده آمریکا | ۳–۰   | چین                 | ۱۵–۱۱ | ۱۵–۸  | ۱۵–۴  |       |      | ۴۵–۲۳ |
| ۲۶ نوامبر | اوکراین             | ۳–۱   | یونان               | ۱۵–۳  | ۱۲–۱۵ | ۱۵–۳  | ۱۵–۲  |      | ۵۷–۲۳ |
| ۲۶ نوامبر | روسیه               | ۳–۱   | یوگسلاوی            | ۳–۱۵  | ۱۵–۱۳ | ۱۵–۳  | ۱۵–۱۱ |      | ۴۸–۴۲ |
| ۲۶ نوامبر | ایتالیا             | ۳–۰   | هلند                | ۱۵–۲  | ۱۵–۷  | ۱۵–۱  |       |      | ۴۵–۱۰ |

## دور نهایی

### رده‌بندی نهم تا دوازدهم
|  | مکان نهم تا دوازدهم | مکان نهم تا دوازدهم |   |                   | مکان نهم            | مکان نهم |  |
|  |                     |                     |   |                   |                     |          |  |
|  | ۲۸ نوامبر – توکیو   |                     |   |                   |                     |          |  |
|  | آرژانتین            | ۲                   |   |                   |                     |          |  |
|  | ایالات متحده آمریکا | ۳                   |   |                   |                     |          |  |
|  |                     |                     |   |                   |                     |          |  |
|  |                     |                     |   |                   | ۲۹ نوامبر – توکیو   |          |  |
|  |                     |                     |   |                   | ایالات متحده آمریکا | ۳        |  |
|  |                     | اوکراین             | ۰ |                   |                     |          |  |
|  |                     |                     |   |                   |                     |          |  |
|  |                     |                     |   |                   |                     |          |  |
|  |                     |                     |   |                   | مکان یازدهم         |          |  |
|  | ۲۸ نوامبر – توکیو   | ۲۸ نوامبر – توکیو   |   | ۲۹ نوامبر – توکیو | ۲۹ نوامبر – توکیو   |          |  |
|  | کانادا              | ۰                   |   | آرژانتین          | ۳                   |          |  |
|  | اوکراین             | ۳                   |   |                   | کانادا              | ۰        |  |

| تاریخ     |          | نتیجه |                     | ست ۱  | ست ۲  | ست ۳  | ست ۴  | ست ۵ | مجموع |
| --------- | -------- | ----- | ------------------- | ----- | ----- | ----- | ----- | ---- | ----- |
| ۲۸ نوامبر | آرژانتین | ۲–۳   | ایالات متحده آمریکا | ۱۰–۱۵ | ۱۱–۱۵ | ۱۵–۱۱ | ۱۵–۱۳ | ۹–۱۵ | ۶۰–۶۹ |
| ۲۸ نوامبر | کانادا   | ۰–۳   | اوکراین             | ۱۱–۱۵ | ۱۳–۱۵ | ۱۱–۱۵ |       |      | ۳۵–۴۵ |

| تاریخ     |                     | نتیجه |         | ست ۱  | ست ۲  | ست ۳  | ست ۴ | ست ۵ | مجموع |
| --------- | ------------------- | ----- | ------- | ----- | ----- | ----- | ---- | ---- | ----- |
| ۲۹ نوامبر | آرژانتین            | ۳–۰   | کانادا  | ۱۵–۷  | ۱۵–۱۰ | ۱۵–۶  |      |      | ۴۵–۲۳ |
| ۲۹ نوامبر | ایالات متحده آمریکا | ۳–۰   | اوکراین | ۱۶–۱۴ | ۱۵–۱۲ | ۱۵–۱۰ |      |      | ۴۶–۳۶ |

### رده‌بندی پنجم تا هشتم
|  | مکان پنجم تا هشتم | مکان پنجم تا هشتم |   |                   | مکان پنجم         | مکان پنجم |  |
|  |                   |                   |   |                   |                   |           |  |
|  | ۲۸ نوامبر – توکیو |                   |   |                   |                   |           |  |
|  | اسپانیا           | ۲                 |   |                   |                   |           |  |
|  | هلند              | ۳                 |   |                   |                   |           |  |
|  |                   |                   |   |                   |                   |           |  |
|  |                   |                   |   |                   | ۲۹ نوامبر – توکیو |           |  |
|  |                   |                   |   |                   | هلند              | ۰         |  |
|  |                   | روسیه             | ۳ |                   |                   |           |  |
|  |                   |                   |   |                   |                   |           |  |
|  |                   |                   |   |                   |                   |           |  |
|  |                   |                   |   |                   | مکان هفتم         |           |  |
|  | ۲۸ نوامبر – توکیو | ۲۸ نوامبر – توکیو |   | ۲۹ نوامبر – توکیو | ۲۹ نوامبر – توکیو |           |  |
|  | بلغارستان         | ۰                 |   | اسپانیا           | ۱                 |           |  |
|  | روسیه             | ۳                 |   |                   | بلغارستان         | ۳         |  |

| تاریخ     |           | نتیجه |       | ست ۱  | ست ۲  | ست ۳  | ست ۴  | ست ۵  | مجموع |
| --------- | --------- | ----- | ----- | ----- | ----- | ----- | ----- | ----- | ----- |
| ۲۸ نوامبر | بلغارستان | ۰–۳   | روسیه | ۱۳–۱۵ | ۲–۱۵  | ۷–۱۵  |       |       | ۲۲–۴۵ |
| ۲۸ نوامبر | اسپانیا   | ۲–۳   | هلند  | ۱۵–۱۳ | ۱۷–۱۶ | ۱۲–۱۵ | ۱۰–۱۵ | ۱۰–۱۵ | ۶۴–۷۴ |

| تاریخ     |         | نتیجه |           | ست ۱  | ست ۲  | ست ۳  | ست ۴  | ست ۵ | مجموع |
| --------- | ------- | ----- | --------- | ----- | ----- | ----- | ----- | ---- | ----- |
| ۲۹ نوامبر | اسپانیا | ۱–۳   | بلغارستان | ۱۱–۱۵ | ۷–۱۵  | ۱۵–۱۲ | ۱۱–۱۵ |      | ۴۴–۵۷ |
| ۲۹ نوامبر | هلند    | ۰–۳   | روسیه     | ۷–۱۵  | ۱۲–۱۵ | ۱۲–۱۵ |       |      | ۳۱–۴۵ |

### قهرمانی
|  | نیمه‌نهایی‌ها       | نیمه‌نهایی‌ها       |   |                   | نهایی             | نهایی |  |
|  |                   |                   |   |                   |                   |       |  |
|  | ۲۹ نوامبر – توکیو |                   |   |                   |                   |       |  |
|  | یوگسلاوی          | ۳                 |   |                   |                   |       |  |
|  | کوبا              | ۱                 |   |                   |                   |       |  |
|  |                   |                   |   |                   |                   |       |  |
|  |                   |                   |   |                   | ۲۹ نوامبر – توکیو |       |  |
|  |                   |                   |   |                   | یوگسلاوی          | ۰     |  |
|  |                   | ایتالیا           | ۳ |                   |                   |       |  |
|  |                   |                   |   |                   |                   |       |  |
|  |                   |                   |   |                   |                   |       |  |
|  |                   |                   |   |                   | مکان سوم          |       |  |
|  | ۲۸ نوامبر – توکیو | ۲۸ نوامبر – توکیو |   | ۲۹ نوامبر – توکیو | ۲۹ نوامبر – توکیو |       |  |
|  | برزیل             | ۲                 |   | کوبا              | ۳                 |       |  |
|  | ایتالیا           | ۳                 |   |                   | برزیل             | ۱     |  |

| تاریخ     |          | نتیجه |         | ست ۱  | ست ۲  | ست ۳  | ست ۴  | ست ۵  | مجموع |
| --------- | -------- | ----- | ------- | ----- | ----- | ----- | ----- | ----- | ----- |
| ۲۸ نوامبر | یوگسلاوی | ۳–۱   | کوبا    | ۱۵–۳  | ۱۵–۱۲ | ۱۴–۱۶ | ۱۵–۱۰ |       | ۵۹–۴۱ |
| ۲۸ نوامبر | برزیل    | ۲–۳   | ایتالیا | ۱۰–۱۵ | ۱۵–۱۳ | ۱۱–۱۵ | ۱۵–۱۰ | ۱۰–۱۵ | ۶۱–۶۸ |

| تاریخ     |          | نتیجه |         | ست ۱  | ست ۲ | ست ۳  | ست ۴  | ست ۵ | مجموع |
| --------- | -------- | ----- | ------- | ----- | ---- | ----- | ----- | ---- | ----- |
| ۲۹ نوامبر | کوبا     | ۳–۱   | برزیل   | ۱۲–۱۵ | ۱۵–۶ | ۱۵–۱۱ | ۱۵–۱۲ |      | ۵۷–۴۴ |
| ۲۹ نوامبر | یوگسلاوی | ۰–۳   | ایتالیا | ۱۲–۱۵ | ۵–۱۵ | ۱۰–۱۵ |       |      | ۲۷–۴۵ |

## رده‌بندی نهایی
| رتبه | تیم                 |
| ---- | ------------------- |
| 1    | ایتالیا             |
| 2    | یوگسلاوی            |
| 3    | کوبا                |
| ۴    | برزیل               |
| ۵    | روسیه               |
| ۶    | هلند                |
| ۷    | بلغارستان           |
| ۸    | اسپانیا             |
| ۹    | ایالات متحده آمریکا |
| ۱۰   | اوکراین             |
| ۱۱   | آرژانتین            |
| ۱۲   | کانادا              |
| ۱۳   | یونان               |
| ۱۳   | کرهٔ جنوبی           |
| ۱۵   | چین                 |
| ۱۵   | ژاپن                |
| ۱۷   | استرالیا            |
| ۱۷   | لهستان              |
| ۱۹   | الجزایر             |
| ۱۹   | چک                  |
| ۱۹   | مصر                 |
| ۱۹   | ایران               |
| ۱۹   | تایلند              |
| ۱۹   | ترکیه               |

| قهرمان جهان ۱۹۹۸        |
| ----------------------- |
| · ایتالیا · سومین عنوان |

| مارکو براچی، میرکو کورسانو، الساندرو فی، آندره آ گاردینی، آندره‌آ جیانی، فردیناندو دجورجی، پاسکواله گراوینا، مارکو مئونی، ساموئل پاپی، میشل پاسیناتو، سیمونه روزالبا، آندره‌آ سارتورتی سرمربی: ببتو د فریتاس |

## جوایز
- باارزش‌ترین بازیکن:  رافائل پاسکال
- امتیاز آورترین بازیکن:  رافائل پاسکال
- بهترین اسپک زننده:  مارکوس میلینکوویچ
- بهترین مدافع وسط:  گوستاوو اندرس
- بهترین زننده سرویس:  گوران ویویچ
- بهترین پاسور:  رائول دیه‌گو
- بهترین لیبرو:  اریک سالیوان
- بهترین دریافت کننده:  رودولفو سانچز
- بهترین مربی:  ببتو د فریتاس (ایتالیا)
- خلاق‌ترین مربی:  وینچنزو دی پینتو (اسپانیا)